# Chitrakuta
Chitrakuta (IAST: Chitrakoot, Sanskriet: चित्रकूट), is een Indiase stad met ongeveer 22.300 inwoners. Chitrakuta is gelegen in de deelstaat Madhya Pradesh in het district Satna, en in de Bundelkhandregio. Het grenst aan het district Chitrakuta in Uttar Pradesh. De stad Chitrakoot Dham ligt vlakbij.
De stad is belangrijk op religieus, cultureel, historisch en archeologisch gebied. Chitrakuta is bekend vanwege zijn tempels en trekt bij nieuwe maan massa's bezoekers aan.